# 水国事件
水国事件（すいこくじけん）は、1923年（大正12年）3月、奈良県の全国水平社と大日本国粋会（帝国公道会）とが衝突した事件。水国争闘事件、下永事件とも呼ばれる。

## 概要

### 発端
大正12年（1923年）3月17日、奈良県磯城郡川西村下永（現・川西町下永）で起きた事件。被差別部落の婚礼行列に対して、一般民である老人がどこの荷かを聞かれた際に、差別の意味を込められている四本指を出すしぐさをしたことに対して、この部落の少年２名が抗議をしたことに端を発し、水平社が私的謝罪ではなく公的謝罪を要求したことから騒動となった。老人はこれに応じずに右翼団体である大日本国粋会の幹部であった土建業者・中西常蔵に相談する。警察幹部が仲介し謝罪状の提出をめぐって話し合いが持たれたが決裂し一触即発の状況にまで発展した。双方とも奈良県内外から援軍を動員。3月18日朝、国粋会勢は日本刀、鳶口、拳銃で武装して鏡作神社へ集まり、水平社勢は竹槍で武装し光明寺へ集結。午前9時40分、両者は警察の警戒線を突破し「鍵ノ辻」附近で衝突。国粋会側は水平社の森島駒次郎と梅津米蔵を日本刀で斬り重軽傷を負わせるが、警察隊の制止により一旦両者は引き上げた。

### 事件の拡大
水平社は関西全域に応援を要請、武器も猟銃、棍棒、日本刀などを増やし、総勢2000名となる。国粋会も全国に応援を要請。総勢1200名を動員し、翌3月19日午後3時頃、大和川水系の寺川を挟んで両岸に両勢が対峙した。奈良県知事・木田川奎彦は清水徳太郎警察部長を現場へ派遣、大阪府警も300人の警官隊を急行させ、さらに奈良歩兵第38連隊も出動した。衝突で両者負傷者を出したが、官憲の制止により鎮圧。

### 調停
清水警察部長が両者を調停し、事の発端となった老人を水平社へ提出する代わりに、本件に関して「以後一切の協議、禍根を残さない」ことを両者が誓い手打ちとなった。この時検挙されたのは、水平社側は駒井喜作、泉野利喜蔵、佐渡長八、松本松太郎ら35名に対し、国粋会側は中西常蔵ら8名。奈良地方裁判所での審議の結果、水平社側の幹部・駒井喜作が有罪判決であったのに対して、国粋会側の首謀者と見なされていた中西常蔵は無罪判決であった。。警察による捜査は、より被差別部落に厳しいものであり、事件に関与した水平社の関係者が、国粋会のメンバーに比べて目立って多くもないことを思えば、その捜査に係る人員配置は恣意的なものが感じられるものであった。

## 評価
従来、この事件を全国水平社側の視点から、右翼団体と同和団体の衝突かのように描き、実際には防戦側であった国粋会を悪者のように潤色して解説したものがあった。しかし、大日本国粋会の母体は、水平社より先に作られ融和運動を行なってきた帝国公道会であり、現在では同和運動における思想対立が、争いの淵源にあったと考えられている。
その後、帝国公道会がのちに自由同和会となり、全国水平社はのちに部落解放同盟となり現在に至っている。